# 四喜乡
四喜乡，是中华人民共和国四川省南充市营山县曾经下辖的一个乡。2019年10月，撤销四喜乡，将其所属行政区域划归小桥镇管辖。

## 行政区划
四喜乡撤销前下辖以下地区：
老街村、龙岩村、菜河村、真井村、慷河村、高墩村、亮垭村、茶湾村和窑口村。